# Gyertyánffy család
A Gyertyánffy család (Eredeti örmény neve: Dserák, jelentése: gyertya)  I. Apafi Mihály által letelepített örmény eredetű magyar nemesi család. A fejedelem hívására a 17. században vándoroltak be az Erdélyi Fejedelemségbe.  

## Története
A család Ani városából települt át. A kolozsvári kereskedő család -  a 4 testvér: Antal, Lukács, Kristóf és Jónás - nemesi címét 1795-ben kapta. 1806-ban a Torontál vármegyei, egyenként több ezer holdat kitevő Bobda, Gyér és Tolvádia uradalmak birtokosai lettek, és felvették a bobdai előnevet. Utódaik jelentős szerepet játszottak a vármegye politikai és gazdasági életében. Kristóf építtette 1815-ben a mai Anker-palota helyén a Gyertyánffy-házat, mely Pest első négy emeletes háza volt. Kristóf unokája Berta, rendszeresen szervezett jótékonysági esteket budapesti palotájukban, a Gresham-palotában. Jónás és utódai, akik a család előnév és földbirtok nélküli ágát alkották, Brassóban telepedtek le, ahol a város jelentős kereskedőcsaládjává váltak; egy részük később Udvarhelyszékre települt át.
Katona József egyik vígjátékának, A primadonna cenzúrázta vígjátékból főszereplője egy Gyertyánffy (a műben Gyerfanorinszky Elek), aki Déryné Széppataki Rózának udvarol.

### Birtokolt épületek

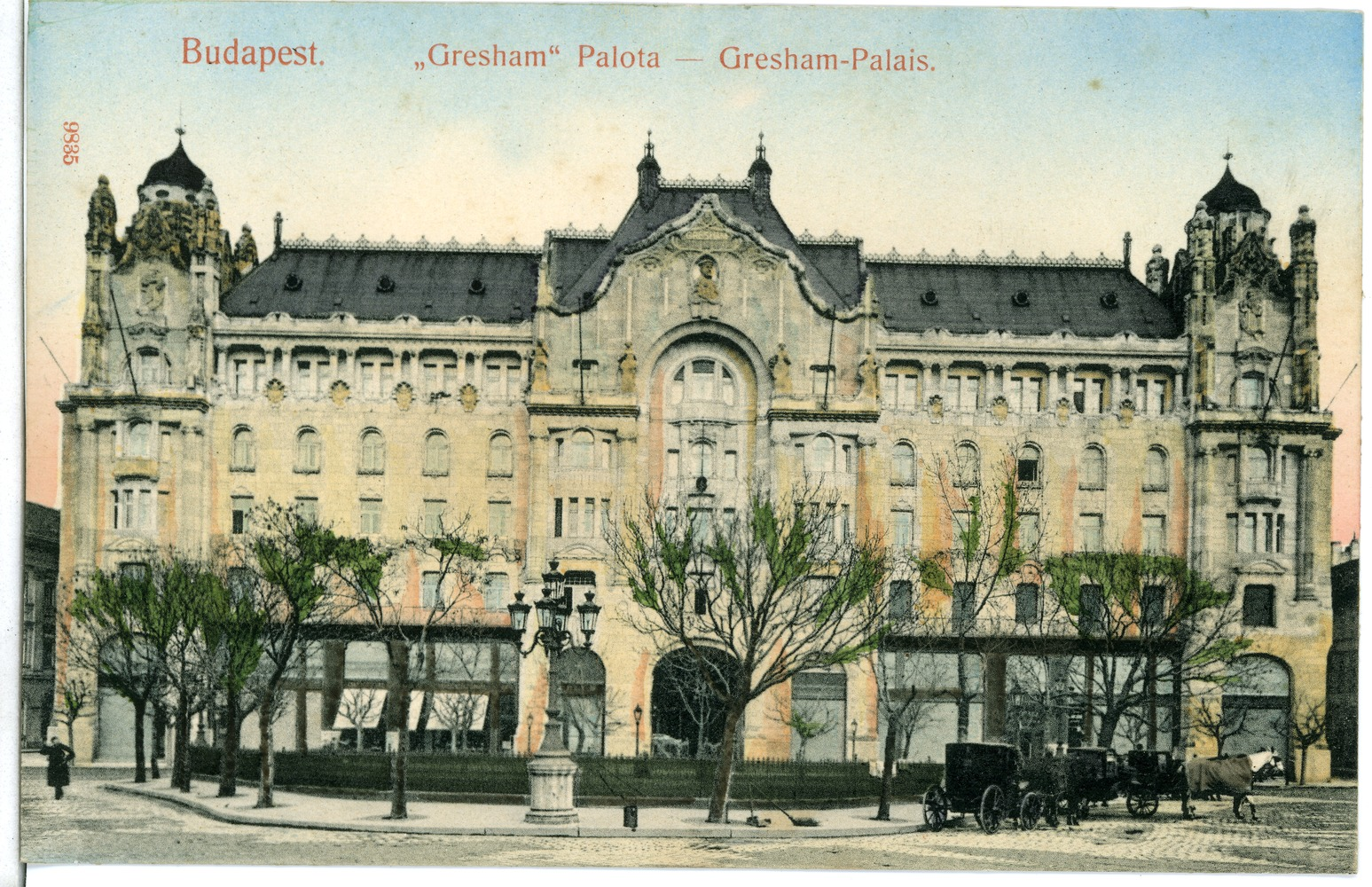
A Gresham-palota helyén állt Nákó-ház, mely bobdai Gyertyánffy Berta budapesti palotája volt

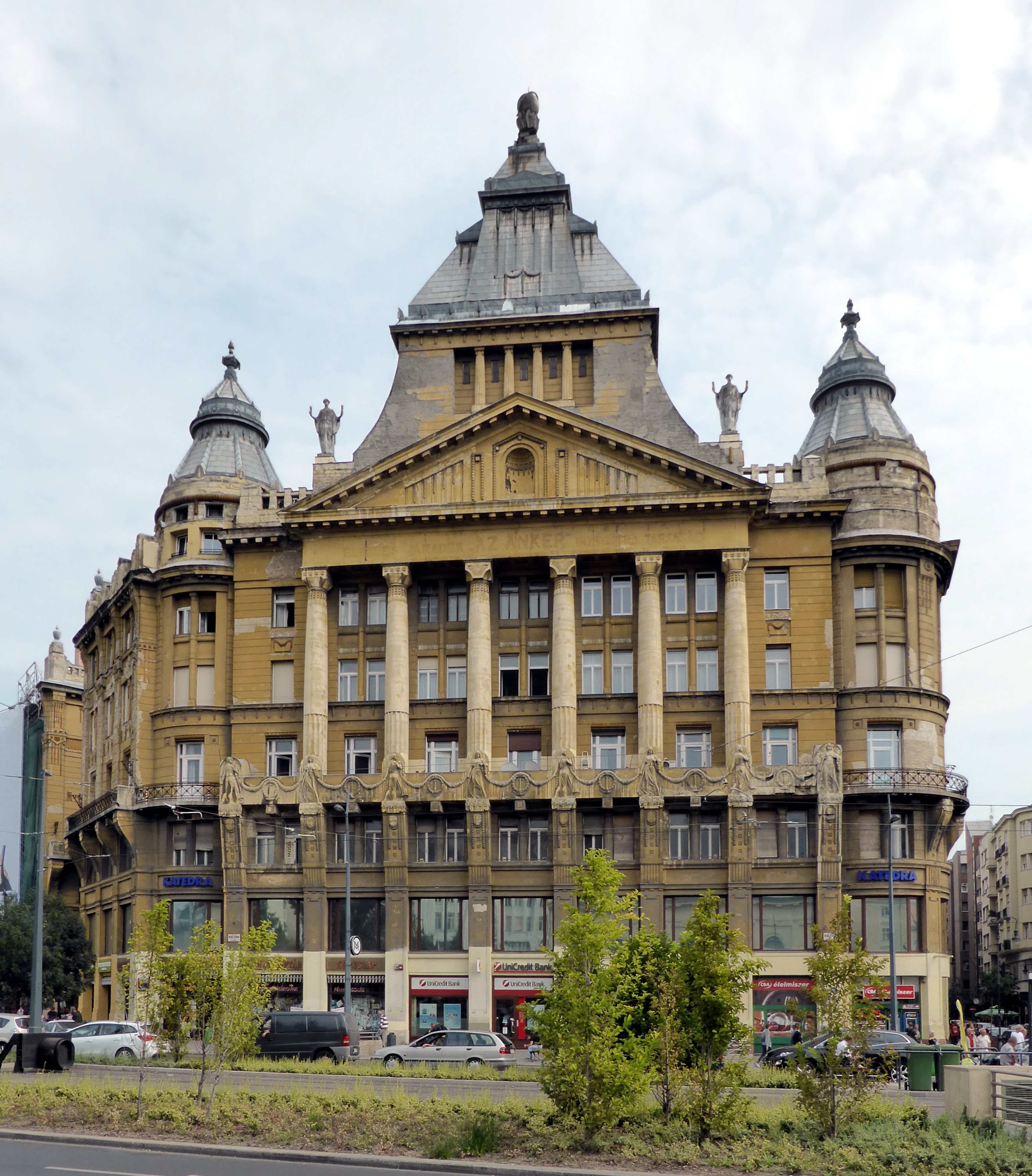
A mai Anker-palota helyén állt a Gyertyánffy-ház, mely Pest első négy emeletes háza volt.

## Nevezetes családtagok
Gyertyánffyak:
- Dávid (Kolozsvár, 1795 – Gyér, 1878) Torontál vármegye követe volt az 1832-1836-os országgyűlésen. Kereskedelmi kérdésekben reformer, a nemesi előjogok vonatkozásában konzervatív álláspontot képviselt, 1845 és 1848 között a megye főispáni adminisztrátora volt.[9]

- Lajos (Bobda, 1810 – Görz, 1876) utazó 1840-ben bejárta Egyiptomot, tőle származnak az L. Gyertyanffy feliratok az Abu Szimbel-i sziklatemplom egyik szobrán és más egyiptomi látnivalókon.[10]

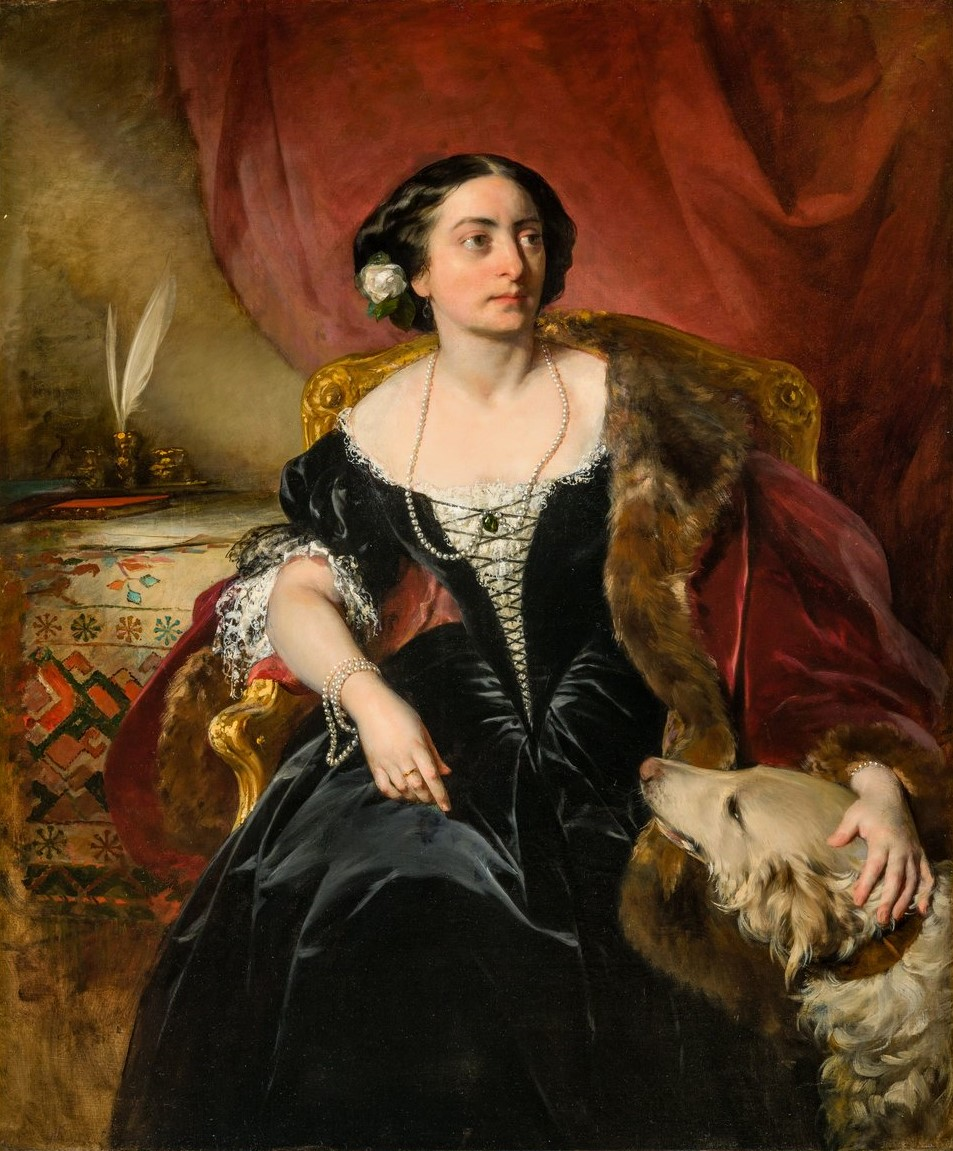
Gróf Nákó Kálmánné Gyertyánffy Berta

- Berta (Tolvádia, 1819 -  Nagyszentmiklós, 1882) és férje, gróf Nákó Kálmán jelentős művészetpártolók voltak. Bécsi palotájukban,  nagyszentmiklósi és schwarzau-i kastélyukban mások mellett Wagner, Brahms, Amerling, Lenbach vendégeskedett. Cigányokat ábrázoló biedermeier falusi életképeket festett, és ismert volt virtuóz zongorajátékáról, melyet gyakran cigányzenészek kísértek.[11]

- Jónás (Brassó, 1813 - ?) alapította az 1830-as évtized második felében a szentkeresztbányai vaskohót, mely később Székelyföld legjelentősebb vasüzemévé vált.[12]

- Ferenc (Vargyas, 1827– Sepsiszentgyörgy, 1849) hadnagyként szerzett magának hírnevet az 1848-49-es szabadságharcban, Gál Sándor ezredes székelyföldi hadseregében. Hősi halált halt a tragikus kimenetelű 1849. július 5-i sepsiszentgyörgyi csatában.[13]

- István (Tibód, 1834 – Budapest, 1930) a budai Pedagogium (a mai ELTE Tanító- és Óvóképző Kar, valamint nevét viselő ELTE Gyertyánffy István Gyakorló Általános Iskola jogelődje) igazgatójaként működött 1873-tól a század végéig, ugyanebben az időben a legnagyobb példányszámú pedagógiai lap, a Néptanítók Lapjának szerkesztője volt. Az általa írt tankönyveket és módszertani könyveket széles körben használták a magyarországi polgári iskolákban és tanítóképzőkben.

Gyertyánfyak:
- Gyertyánfy Péter (Budapest, 1944 – ) a Szerzői Jogvédő Hivatal, majd az Artisjus főigazgatója volt 1992 és 2008 között. Az ő nevéhez köthető a közös jogkezelés társadalmasítása, az állam intézményből (1953 óta létezett a Szerzői Jogvédő Hivatal) egyesületté alakítása. A Szerzői Jogi Törvény Nagykommentárja (KJK, majd Walters Kuwer Kiadó, Budapest 2000, 2006 és 2014) szerkesztője és társszerzője. További több mint 90 szerzői jogi szakkönyv, illetve szakcikk szerzője.[14][15]

- Gyertyánfy Miklós a Gránit Pólus Csoport, Magyarország vezető magántulajdonban lévő ingatlan-vagyonkezelőjének vezérigazgatója 2025-től.[16][17]